# Anaplecta mirabilis
Anaplecta mirabilis är en kackerlacksart som beskrevs av Rocha e Silva 1971. Anaplecta mirabilis ingår i släktet Anaplecta och familjen småkackerlackor. Inga underarter finns listade i Catalogue of Life.